# Glastonbury '79-'81
Albums de Mother Gong
I Am Your Egg
(2005) Live in Sherwood Forest '75
(2005)
Glastonbury '79-'81 est un album de Mother Gong sorti en 2005. Il a été enregistré au festival de Glastonbury en 1979 et 1981, et remanié en studio par Harry Williamson en Australie.

## Liste des titres
| No  | Titre                         | Durée |
| --- | ----------------------------- | ----- |
| 1.  | Dogs                          | 3:28  |
| 2.  | Dreaming It                   | 2:56  |
| 3.  | Rats Amok                     | 5:03  |
| 4.  | Robot Woman 1                 | 1:58  |
| 5.  | Birds So High                 | 9:23  |
| 6.  | Beautiful Country             | 5:36  |
| 7.  | Evidance                      | 5:16  |
| 8.  | Disco At The End Of The World | 4:30  |
| 9.  | Robot Woman 2                 | 5:32  |
| 10. | Machine Song                  | 4:15  |
| 11. | Searching Airwaves            | 7:31  |
| 12. | Customs Man                   | 7:15  |

## Musiciens
- Gilli Smyth : voix
- Harry Williamson : guitare, Voix
- Dane Kranenburg : basse
- Trevor Darks : basse
- Ermano Ghisio-Erba : batterie
- Guy Evans : batterie
- Eduardo Niebla : guitare
- Jan Emeric : guitare
- Didier Malherbe : saxophone, flute
- Mo Vicarage : synthétiseur